# Constantin Coandă
Constantin Coandă, (Craiova, 1857 — 1932), foi um general e político romeno. Atingiu o posto de general do Exército Romeno e mais tarde tornou-se professor de matemática da Escola Nacional de Pontes e Estradas de Bucareste. Dentre seus sete filhos destaca-se Henri Coandă, o inventor do primeiro avião a jato.
Na época da Primeira Guerra Mundial, foi primeiro-ministro da Romênia, entre 24 de outubro e 29 de novembro de 1918 e Ministro dos Negócios Estrangeiros. Participou da assinatura do Tratado de Neuilly entre os Aliados e a Bulgária.
Durante seu mandato como presidente do Senado, representando o Partido do Povo de Alexandru Averescu, foi gravemente atingido, em 8 de dezembro de 1920, por uma bomba preparada pelo comunista Max Goldstein.